# Maos lille røde
Maos lille røde er en citatsamling med udsagn af den kinesiske kommunistleder Mao Zedong (Mao Tse-tung).
Bogen var populær under kulturrevolutionen i 1960'erne. Bogen, som egentlig hedder Citater fra formand Mao Zedong, blev til i 1960, men blev først systematisk udgivet i det praktiske lommeformatet med det røde omslag, som gjorde den verdenskendt, i 1964.
De første udgaver var udsmykket med kalligrafi af Lin Biao, en af Maos nærmeste ledsagere på det tidspunkt.
Det menes at den er blevet trykt i mere end 900 millioner kopier, hvilket betyder at den i antal trykte eksemplarer i verden kun er overgået af Biblen og koranen.

## Kulturrevolutionen
Bogens store popularitet skyldes at det uofficielt var et krav at enhver kineser skulle eje, læse og have bogen på sig altid i den sidste halvdel af Maos styre, vigtigst under kulturrevolutionen. Da kulturrevolutionen var på sit højeste var det sådan, at hvis man var uvenner med kommunistpartiet og ikke kunne fremvise et eksemplar af bogen når den Den Røde Garde kom forbi kunne man risikere at få tæsk eller blive sendt i arbejdslejr.
Under kulturrevolutionen var det ikke kun et krav i skolen at man skulle læse bogen men også almindelig praksis på arbejdspladser. Både folk der arbejdede i industrien, landbruget, militæret og inden for handel organiserede gruppemøder hvor man studerede bogen i arbejdstiden. Maos citater blev skrevet alle steder med en fed og rød skrifttype. Alt skriftligt skulle indeholde citater fra Mao. Det gjaldt også videnskabelige artikler.
I 1960'erne var bogen det mest brugte ikon i Folkerepublikken selv mere brugt end billeder af Mao selv. På plakater og billeder lavet af propagandakunstnere var alle personer på et billede, bortset fra Mao selv, altid smilende og med et beslutsomt udseende og med et eksemplar af bogen i deres hånd.
I perioden fra slutningen af kulturrevolutionen i 1976 til Deng Xiaoping kom til magten i 1978, mistede bogen sin betydning og dyrkelsen af Maos citater blev betragtet som forræderi og personkult.
Bogen består af 427 citater, der er delt op i 33 kapitler efter emne. Citaterne er en sætning eller nogle få afsnit og de fleste stammer fra firebindsværket Udvalgte artikler af Mao. Emnerne er hovedsageligt Maos ideologi maoisme.
Gotfred Appels forlag, ved navn Futuras, større succes var Maos lille røde.